# Perry Fenwick
Perry Fenwick (* 29. května 1962, Londýn) je anglický herec. Je známý jako představitel role Billyho Mitchella v seriálu EastEnders, kterou hraje od roku 1998.

## Kariéra

### Film
Fenwick má na kontě filmy jako Party Party, Mona Lisa, Empire State, The Raggedy Rawney, I.D., Já jsem Tichborne, Janice Beard 45 WPM, Utajený případ, G:MT Greenwich Mean Time a ID2: Shadwell Army.

### Televize
Fenwickova první stálá televizní role byla v sitcomu Watching. Dále se objevil v seriálech Inspektor Morse, Brittas Empire, Minder, On The Up a Tenká modrá linie. V roce 1995 si Fenwick zahrál roli v epizodě „Sorry Sarah“ v seriálu Crimewatch File.
Pětkrát se také objevil v dlouholetém policejním seriálu Poldové, pokaždé hrál jinou vedlejší postavu. V roce 1986 se objevil v jedné z prvních epizod seriálu Casualty jako vedlejší postava a o deset let později se v seriálu objevil znovu v jiné vedlejší roli. V roce 1998 byl Fenwick obsazen do role Billyho Mitchella v seriálu EastEnders.

## Osobní život
Fenwick má jednu sestru a dva bratry. Je také bratrancem Georginy Hagenové. Fenwick se oženil s bývalou herečkou z Coronation Street Angelou Lonsdaleovou, ale v únoru 2010 bylo oznámeno, že se pár rozešel.

## Filmografie

### Film
| Rok  | Název                    | Role        |
| ---- | ------------------------ | ----------- |
| 1983 | Party Party              | Larry       |
| 1986 | Mona Lisa                | Pimp        |
| 1987 | Empire State             | Darren      |
| 1988 | The Raggedy Rawney       | Victor      |
| 1990 | Crimestrike              | Nitro       |
| 1995 | I.D.                     | Eddie       |
| 1998 | Já jsem Tichborne        | John Holmes |
| 1999 | Utajený případ           | Fred        |
| 1999 | Janice Beard 45 WPM      | Mr. Button  |
| 1999 | G:MT Greenwich Mean Time | Ant         |
| 2016 | ID2: Shadwell Army       | Eddie       |